# Nguyễn Đăng Kính (thiếu tướng)
Nguyễn Đăng Kính (sinh năm 1941) là phi công quân sự, Thiếu tướng Quân đội nhân dân Việt Nam, Anh hùng Lực lượng vũ trang nhân dân, và kiểm sát viên cao cấp người Việt Nam. Ông là một trong số 16 phi công Việt Nam đạt được cấp ách trong những trận không chiến trên bầu trời Việt Nam. Ông từng giữ chức vụ Viện trưởng Viện Kiểm sát Quân sự Trung ương, Phó Viện trưởng Viện kiểm sát nhân dân tối cao Việt Nam.

## Thân thế
Nguyễn Đăng Kính sinh ra vào ngày 19 tháng 8 năm 1941 trong một gia đình nghèo ở làng Hành Thiện, xã Xuân Hồng, huyện Xuân Trường, tỉnh Nam Định . Ngôi làng này có truyền thống hiếu học lâu đời. Cha ông là một nông dân từng tham gia lực lượng du kích trong chiến tranh Đông Dương, bị thương, ốm đau thường xuyên. Gia cảnh ông rất khó khăn, vì vậy ông chỉ được theo học trường tư thục 3 năm (1949–1952), sau đó phải ở nhà phụ giúp gia đình và chăm sóc cha.
Nhập ngũ ngày 23 tháng 3 năm 1959, ông được cho đi học bổ túc văn hóa, sau đó được tuyển vào Không quân Nhân dân Việt Nam (thuộc Quân chủng Phòng không – Không quân, Quân đội nhân dân Việt Nam). Ông được cho học cấp tốc phổ thông cơ sở và tiếng Nga.
Tháng 10 năm 1961, ông được chọn đi học lái máy bay tiêm kích tại Liên Xô. Đây là lớp phi công học lái tiêm kích đầu tiên của Việt Nam học tại Liên Xô (các lớp trước học tại Trung Quốc), gồm 40 người do Nguyễn Hồng Nhị làm Đoàn trưởng (trong đó có Phạm Thanh Ngân (anh hùng không quân), Nguyễn Văn Cốc (anh hùng không quân).
Cuối năm 1964, ông và các bạn học viên hoàn thành chương trình đào tạo lái MiG-17 về nước nhận nhiệm vụ. Tuy nhiên, chỉ 4 tháng sau, ông cùng 15 đồng đội nữa lại sang Liên Xô để học chuyển loại lái MiG-21, đến tháng 10 năm 1965 mới trở về nước và được biên chế vào Trung đoàn không quân 921. Ông được kết nạp vào Đảng Lao động Việt Nam vào tháng 3 năm 1966.
Ông cũng là một trong số các phi công Việt Nam có số giờ bay nhiều nhất trong Chiến tranh Việt Nam và đã từng 3 lần bị thương khi chiến đấu, máy bay bị bắn rơi phải nhảy dù thoát thân.
Ông từng bắn rơi 6 chiếc máy bay thuộc các loại Thần sấm, Con ma, máy bay trinh sát không người lái, và máy bay E.B66 của Không lực Hoa Kỳ.
Tháng 10 năm 1968, Nguyễn Đăng Kính là Đội trưởng Đôi bay tiêm kích thuộc Đoàn không quân Sao Đỏ, Không quân Nhân dân Việt Nam. Trong năm này, ông đã lập chiến công bắn rơi chiếc máy bay thứ 100 của Mỹ mà Đoàn Không quân Sao Đỏ bắn rơi ở Đa Phúc.

## Chiến tích
Trong 2 năm chiến đấu (1967-1968), ông đã 6 lần bắn rơi máy bay Mỹ và 4 lần bị bắn rơi. Những chiến tích ông được ghi nhận như sau:
- 8 tháng 11 năm 1967: một chiếc F-4 Phantom II.
- 19 tháng 11 năm 1967: một chiếc EB-66 (chung với Vũ Ngọc Đỉnh).
- 3 tháng 1 năm 1968: một chiếc F-105D (phi công tên Bean).
- 14 tháng 1 năm 1968: một chiếc EB-66C (phi công Mercer và Terrell + 5 người) (chung với Đồng Văn Song?).
- 3 tháng 3 năm 1968: một chiếc EB-66 (chung với phi công tên "Thanh"?).[5]
- 21 tháng 9 năm 1968: một chiếc phương tiện bay không người lái USAF AQM-34 'Firebee'.

## Tiếp tục làm công tác chỉ huy
Tháng 8 năm 1970, đại đội trưởng Đại đội 7 và Đại đội 3 Trung đoàn Không quân 921 Bộ Tư lệnh KQ, Quân chủng Phòng không-Không quân
Tháng 8 năm 1971, đại đội phó Đại đội 5, Trung đoàn 921, Bộ Tư lệnh KQ, Quân chủng Phòng không-Không quân
Tháng 2 năm 1972, trung đoàn phó Trung đoàn 927, Bộ Tư lệnh KQ, Quân chủng Phòng không-Không quân
Tháng 8 năm 1972, theo học tại Học viện Không quân Liên Xô
Tháng 7 năm 1974, phó Ban rồi trưởng Ban (12.1974) Nghiên cứu Sư đoàn 371, Quân chủng Phòng không-Không quân
Tháng 9 năm 1975, tham gia viết giáo trình huấn luyện tại Bộ Tham mưu Quân chủng Phòng không-Không quân
Tháng 6 năm 1977, phó trưởng Phòng Khoa học Quân sự Bộ Tham mưu Quân chủng Không quân
Tháng 5 năm 1978, phó trưởng Phòng Quân huấn Bộ Tham mưu Quân chủng Không quân
Tháng 4 năm 1979, trưởng phòng Quân huấn Bộ Tham mưu Quân chủng Không quân
Tháng 4 năm 1980, trưởng Phòng Kế hoạch, Cục Huấn luyện – Nhà trường Quân chủng Không quân
Tháng 7 năm 1981, phó cục trưởng, trưởng Phòng Kế hoạch, Cục Huấn luyện – Nhà trường Quân chủng Không quân
Tháng 12 năm 1983, trưởng Phòng Cán bộ Quân chủng Không quân
Tháng 1 năm 1988, cán bộ chuyên trách, phó chủ nhiệm Ủy ban Kiểm tra Đảng ủy Quân chủng Không quân
Tháng 4 năm 1989, ông rời không quân, ông tham gia công tác trong ngành kiểm sát quân sự, làm việc tại Viện Kiểm sát Quân sự Trung ương
Tháng 6 năm 1989, theo học chuyên tụ tại Trường Cao đẳng Kiểm sát Hà Nội
Tháng 6 năm 1990, viện phó Viện Kiểm sát Quân sự Trung ương
Tháng 12 năm 1994, Nguyễn Đăng Kính giữ chức Viện trưởng Viện Kiểm sát Quân sự Trung ương kiêm Phó Viện trưởng Viện kiểm sát nhân dân tối cao Việt Nam.
Năm 2004, Nguyễn Đăng Kính nghỉ hưu.
Năm 2010, Nguyễn Đăng Kính được phong danh hiệu Anh hùng Lực lượng vũ trang nhân dân.

## Lịch sử thụ phong quân hàm
- Thiếu tướng Quân đội nhân dân Việt Nam (thụ phong tháng 10 năm 1994).[cần dẫn nguồn]

## Danh hiệu và huy chương
- Anh hùng Lực lượng vũ trang nhân dân (2010)
- Huân chương Quân công hạng Ba
- Huân chương Chiến công (3 hạng Nhất, 2 hạng Ba)
- Huân chương Kháng chiến chống Mỹ hạng Nhì
- Huân chương Chiến sĩ vẻ vang hạng Nhất, Nhì, Ba
- Huy chương Quân kỳ Quyết thắng
- 6 huy hiệu Bác Hồ

## Đời tư
Ông lập gia đình với bà Mông Thị Lợi vào tháng 9 năm 1970. Con trai ông từng tốt nghiệp phi công lái Su-27 và hiện đang công tác ở ngành hàng không dân dụng Việt Nam.